# Bogoljubow-Goldmedaille
Die Bogoljubow-Goldmedaille (russisch Золотая медаль имени Н. Н. Боголюбова Solotaja medal imeni N. N. Bogoljubowa) wurde nach dem russischen Physiker Nikolai Nikolajewitsch Bogoljubow benannt. Seit 1999 wird sie alle fünf Jahre von der Russischen Akademie der Wissenschaften an russische oder ausländische Wissenschaftler für herausragende Leistungen auf den Gebieten Mathematik, theoretische Physik oder Mechanik verliehen.

## Preisträger
- 1999 Wassili Sergejewitsch Wladimirow
- 2004 Dmitri Wassiljewitsch Schirkow
- 2009 Sergei Petrowitsch Nowikow
- 2014 Andrei Alexejewitsch Slawnow
- 2019 Wladimir Jewgenjewitsch Sacharow
- 2024 Wiktor Anatoljewitsch Matwejew[1]